# 黃錘磨 (亞利桑那州)
黃錘磨（英語：Yellow Hammer Mill）是位於美國亞利桑那州科奇斯縣的一個非建制地區。該地的面積和人口皆未知。

## 地理
黃錘磨的座標為32°21′48″N 109°17′19″W / 32.36333°N 109.28861°W，而該地的平均海拔高度為1068米（即3504英尺）。